# 第92回天皇杯・第83回皇后杯 全日本総合バスケットボール選手権大会
第92回天皇杯・第83回皇后杯 全日本総合バスケットボール選手権大会 は、2017年1月2日から9日の期間に開催されている全日本総合バスケットボール選手権大会である。大会の正式呼称はオールジャパン2017。

## 概要
国立代々木競技場第一体育館、第二体育館と駒沢体育館、大田区総合体育館の4か所で開催され、トーナメント方式により優勝を決定する。前回大会まで並立していたNBLとTKbjリーグが統合されて新たにB.LEAGUEが発足された為、前回大会までNBL所属のチームに与えられていた枠はB.LEAGUE1部（B1）所属のチームに与えられている。1チームの選手数は日本バスケットボール協会に競技者登録された16名以内であり、外国籍選手の出場は基本的に同時間帯につき1名まで（オン・ザ・コート・ワン）であるがB1所属のチーム同士が対戦する際はB.LEAGUEのルールが適用される。
参加資格があるチームは日本バスケットボール協会に加盟登録されたチームで、男子は次の計32チーム。
- B1リーグより推薦された12チーム（11月28日のリーグ戦終了時点の順位により決定。同日の第10節終了時点においての各ディビジョンの上位4クラブずつ[2]に対して出場権付与）
- 全日本大学連盟より推薦された8チーム（第68回全日本大学バスケットボール選手権大会の結果により決定）
- 全日本社会人選手権より推薦された2チーム
- 全国高校選手権より推薦された1チーム
- 地方ブロック協会より推薦された9チーム

女子は次の計32チーム。
- Wリーグより推薦された12チーム（11月27日のリーグ戦終了時点の順位により決定　ただし2016-17年度は全チームが該当）
- 全日本大学連盟から推薦された8チーム
- 全日本社会人選手権より推薦された2チーム
- 全国高校選手権より推薦された1チーム
- 地方ブロック協会より推薦された9チーム

## 出場チーム
大会公式サイトにおいて発表された出場チームは以下の通り。

### 男子
B1リーグ
- 東芝川崎ブレイブサンダース（1位）
- リンク栃木ブレックス（2位）
- シーホース三河（3位）
- アルバルク東京（4位）
- 三遠ネオフェニックス（5位）
- 名古屋ダイヤモンドドルフィンズ（6位）

- 千葉ジェッツ（7位）
- 日立サンロッカーズ東京・渋谷（8位）
- 大阪エヴェッサ（9位）
- 新潟アルビレックスBB（10位）
- 京都ハンナリーズ（11位）
- 仙台89ERS（12位）

学生
- 筑波大学（1位）
- 東海大学（2位）
- 白鷗大学（3位）
- 専修大学（4位）

- 青山学院大学（5位）
- 名古屋経済大学（6位）
- 早稲田大学（7位）
- 関西学院大学（8位）

社会人
- リンタツ（1位）

- 九州電力（2位）

高等学校
- 福岡第一高等学校

地方ブロック
- 宮田自動車（北海道）
- JR東日本秋田（東北）
- 神奈川大学（関東）
- 北陸高等学校（北信越）
- GIFU SWOOPS（東海）

- 東山高等学校（近畿）
- ナカシマ（中国）
- 四国電力（四国）
- 東海大学九州（九州）

### 女子
Wリーグ
- JX-ENEOSサンフラワーズ（1位）
- 富士通レッドウェーブ（2位）
- シャンソン化粧品 シャンソンVマジック（3位）
- デンソーアイリス（4位）
- トヨタ自動車アンテロープス（5位）
- トヨタ紡織サンシャインラビッツ（6位）

- 三菱電機コアラーズ（7位）
- アイシン・エィ・ダブリュ ウィングス（8位）
- 羽田ヴィッキーズ（9位）
- 日立ハイテク クーガーズ（10位）
- 新潟アルビレックスBBラビッツ（11位）
- 山梨クィーンビーズ（12位）

学生
- 白鷗大学（1位）
- 東京医療保健大学（2位）
- 大阪人間科学大学（3位）
- 早稲田大学（4位）

- 愛知学泉大学（5位）
- 専修大学（6位）
- 筑波大学（7位）
- 関西学院大学（8位）

社会人
- 鶴屋百貨店（1位）

- 滋賀銀行（2位）

高等学校
- 桜花学園高等学校

地方ブロック
- アカシヤクラブ（北海道）
- 山形銀行（東北）
- 松蔭大学（関東）
- 北陸大学（北信越）
- 岐阜女子高等学校（東海）

- 紀陽銀行（近畿）
- 就実高等学校（中国）
- 今治オレンジブロッサム（四国）
- 東海大学九州（九州）

## 試合結果
- KA・KB：駒沢体育館
- O：大田区総合体育館
- Y1：代々木第一体育館
- Y2：代々木第二体育館

### 男子（試合結果）
1回戦
| 日時      | Y1                                      | Y2                            |
| --------- | --------------------------------------- | ----------------------------- |
| 3日12：00 | 名古屋経済大学 86 - 75 東山高校         | ナカシマ 65 - 80 青山学院大学 |
| 3日14：00 | 神奈川大学 75 - 39 SWOOPS               | 九州電力 72 - 78 白鷗大学     |
| 3日16：00 | 東海大学九州 87 - 95 関西学院大学（OT） | 四国電力 68 - 51 宮田自動車   |
| 3日18：00 | 専修大学 67 - 78 JR東日本秋田           | 早稲田大学 80 - 50 北陸高校   |
2回戦
| 日時      | Y1                         | O                                   |
| --------- | -------------------------- | ----------------------------------- |
| 4日12：00 | 大阪 89 - 36 青山学院大学  | 名古屋経済大学 65 - 72 福岡第一高校 |
| 4日14：00 | 白鷗大学 60 - 105 新潟     | 神奈川大学 61 - 84 東海大学         |
| 4日16：00 | 京都 104 - 49 関西学院大学 | リンタツ 63 - 64 四国電力           |
| 4日18：00 | JR東日本秋田 51 - 111 仙台 | 筑波大学 99 - 72 早稲田大学         |
3回戦
| 日時      | Y1                         | Y2                   |
| --------- | -------------------------- | -------------------- |
| 5日12：00 | 川崎 114 - 67 福岡第一高校 | 大阪 75 - 78 SR渋谷  |
| 5日14：00 | 三河 127 - 78 東海大学     | 千葉 92 - 65 新潟    |
| 5日16：00 | 四国電力 66 - 99 栃木      | 京都 74 - 87 名古屋D |
| 5日18：00 | 筑波大学 74 - 86 A東京     | 三遠 68 - 83 仙台    |
準々決勝
| 日時      | Y1                   |
| --------- | -------------------- |
| 6日12：00 | 川崎 91 - 65 SR渋谷  |
| 6日14：00 | 三河 92 - 61 名古屋D |
| 6日16：00 | 千葉 81 - 62 栃木    |
| 6日18：00 | 仙台 73 - 84 A東京   |
準決勝
| 日時      | Y1                 |
| --------- | ------------------ |
| 8日12：00 | 川崎 78 - 71 A東京 |
| 8日14：00 | 三河 75 - 81 千葉  |
決勝

| 1月9日 14:00 |

| レポート |

| 川崎ブレイブサンダース                        | 66–88 | 千葉ジェッツ |
| クォーター・スコア: 19-17, 7-19, 20-23, 20-29 |       |              |

### 女子（試合結果）
1回戦
| 日時      | KA                                      | KB                                |
| --------- | --------------------------------------- | --------------------------------- |
| 2日12：00 | 就実高校 81 - 61 東海大学九州           | 筑波大学 78 - 70 アカシヤクラブ   |
| 2日14：00 | 早稲田大学 72 - 77 新潟                 | 山形銀行 96 - 61 関西学院大学     |
| 2日16：00 | 紀陽銀行 83 - 80 今治オレンジブロッサム | 山梨 70 - 66 専修大学             |
| 2日18：00 | 北陸大学 76 - 102 松蔭大学              | 桜花学園高校 50 - 64 愛知学泉大学 |
2回戦
| 日時      | KA                                | KB                                |
| --------- | --------------------------------- | --------------------------------- |
| 3日12：00 | 就実高校 55 - 68 岐阜女子高校     | 羽田ヴィッキーズ 54 - 62 筑波大学 |
| 3日14：00 | 新潟 73 - 70 鶴屋百貨店           | 滋賀銀行 62 - 63 山形銀行（OT）   |
| 3日16：00 | 紀陽銀行 59 - 89 大阪人間科学大学 | 日立ハイテク 68 - 57 山梨         |
| 3日18：00 | 松蔭大学 48 - 80 東京医療保健大学 | 白鷗大学 68 - 86 愛知学泉大学     |
3回戦
| 日時      | Y2                            | K                                     |
| --------- | ----------------------------- | ------------------------------------- |
| 4日12：00 | JX-ENEOS 89 - 54 岐阜女子高校 | 筑波大学 62 - 90 アイシンAW           |
| 4日14：00 | シャンソン 93 - 62 新潟       | 山形銀行 42 - 84 トヨタ紡織           |
| 4日16：00 | 日立ハイテク 61 - 57 デンソー | トヨタ自動車 87 - 62 大阪人間科学大学 |
| 4日18：00 | 愛知学泉大学 51 - 82 富士通   | 三菱電機 75 - 52 東京医療保健大学     |
準々決勝
| 日時      | Y2                                |
| --------- | --------------------------------- |
| 6日12：00 | JX-ENEOS 91 - 58 アイシンAW       |
| 6日14：00 | シャンソン 83 - 58 トヨタ紡織     |
| 6日16：00 | トヨタ自動車 73 - 53 日立ハイテク |
| 6日18：00 | 三菱電機 65 - 80 富士通           |
準決勝
| 日時      | Y1                            |
| --------- | ----------------------------- |
| 7日15：00 | JX-ENEOS 72 - 52 トヨタ自動車 |
| 7日17：00 | シャンソン 57 - 64 富士通     |
決勝

| 1月8日 17:00 |

| レポート |

| JX-ENEOSサンフラワーズ                        | 91–67 | 富士通レッドウェーブ |
| クォーター・スコア: 19-16, 24-9, 23-20, 25-22 |       |                      |

## 大会ベスト5
男子
- 富樫勇樹（千葉№2・初受賞）
- タイラー・ストーン（千葉№33・初受賞）
- 小野龍猛（千葉№34・初受賞）
- ニック・ファジーカス（川崎№22・3年ぶり2回目）
- 田中大貴（A東京№24・2年連続2回目）

女子
- 吉田亜沙美（JX-ENEOS№0・4年連続7回目）
- 渡嘉敷来夢（JX-ENEOS№10・7年連続7回目）
- 宮澤夕貴（JX-ENEOS№52・初受賞）
- 長岡萌映子（富士通№0・2年ぶり3回目）
- 本川紗奈生（シャンソン化粧品№6・初受賞）